# Abby Howe Turner

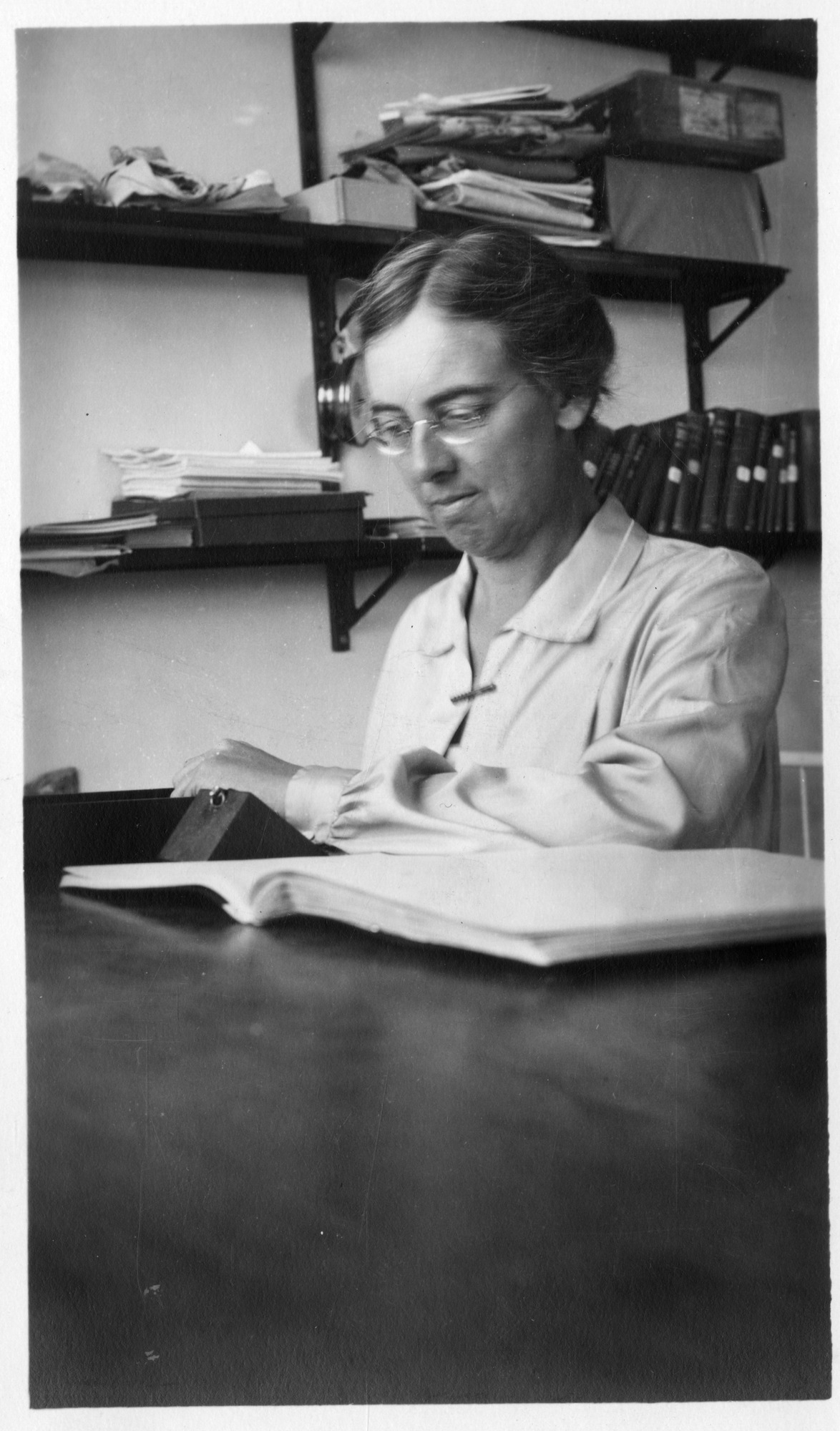

Abby Howe Turner (21 de febrero de 1875 - 26 de noviembre de 1957) fue una profesora de fisiología y zoología especializada en presión osmótica coloidal y reacciones circulatorias a la gravedad mejor conocida por fundar el departamento de fisiología en el Mount Holyoke College. 

## Trayectoria
Turner nació en Nashua, New Hampshire. Hija de Emeline Mehitabel Cogswell y George Turner.
Se tituló como licenciada en la universidad de en Mount Holyoke en 1896. Posteriormente, estudió en la Universidad de Pensilvania, la Universidad de Chicago y la Facultad de Medicina de Harvard.  
Trabajó en un laboratorio en Mount Holyoke desde 1896 hasta su jubilación en 1940.
Obtuvo su doctorado en el Radcliffe College en 1926, con una disertación titulada "Pruebas respiratorias y circulatorias de aptitud física en mujeres jóvenes sanas". 
Así mismo, fundó y dirigió el departamento de fisiología entre los años 1922 y 1940,  donde realizó investigaciones sobre estudiantes mientras les enseñaba
Entre 1943 y 1944 pasó a ser jefa interina del Departamento de Fisiología del Wilson College.
Se especializó en la presión osmótica coloidal y en las reacciones circulatorias a la gravedad.  En algunos de sus estudios, Turner trabajó con estudiantes de fisiología y educación física para estudiar los efectos de la postura en el flujo sanguíneo del cuerpo femenino y los efectos de la actividad física en el cuerpo de las mujeres. Asistió a conferencias internacionales, principalmente en Europa, y pasó un año como investigadora en la Universidad de Copenhague, patrocinada por la AAUW. Pasó varios veranos en el Laboratorio de Biología Marina de Woods Hole. 
En 1928, Turner fue elegido miembro de la Sociedad Fisiológica Americana.
De 1943 a 1944 fue jefa interina del departamento de fisiología del Wilson College. También enseñó en el programa de enfermería de Bryn Mawr durante la Segunda Guerra Mundial.
En 1945, el Wilson College le otorgó a Turner un doctorado honorario, en reconocimiento a sus contribuciones a la escuela. En 1946, recibió la Medalla de Exalumnas de la Asociación de Exalumnas de Mount Holyoke.
Abby Howe Turner murió en 1957 a la edad de ochenta y dos años en South Hadley, Massachusetts. Fue enterrada al lado de sus padres en el cementerio Woodlawn en su natal Nashua.  El Mount Holyoke College nombró el Premio Abbey Howe Turner a la Excelencia en Biología en su memoria.